# Peter van Oldenburg

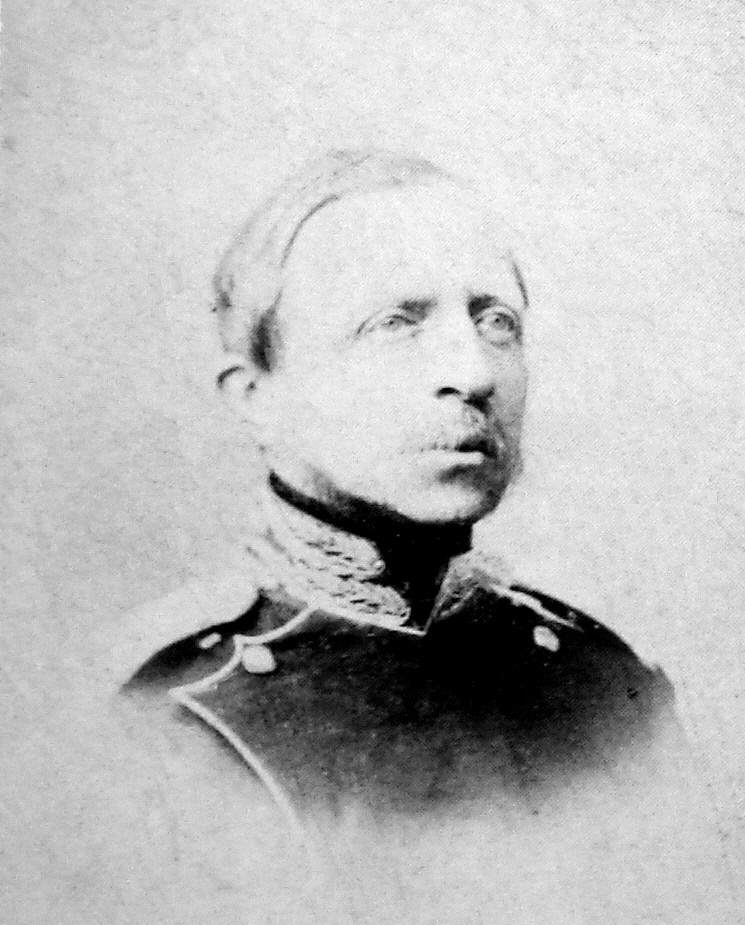
Peter van Oldenburg

Constantijn Frederik Peter van Holstein-Gottorp (Jaroslavl, 26 augustus 1812 – Sint-Petersburg, Rusland, 14 mei 1881), hertog van Oldenburg, was de zoon van hertog George van Oldenburg en diens echtgenote, grootvorstin Catharina Paulowna van Rusland. Hij was dus een kleinzoon van hertog Peter I van Oldenburg en tsaar Paul I van Rusland.

## Huwelijk en kinderen
Hij trouwde op 23 april 1837 met prinses Theresia van Nassau, een dochter van hertog Willem van Nassau. Uit dit huwelijk werden acht kinderen geboren:
- Alexandra Frederika Wilhelmina (1838-1900), trouwde met grootvorst Nicolaas Nikolajevitsj van Rusland, een zoon van tsaar Nicolaas I van Rusland
- Nicolaas Frederik August (1840-1886)
- Marie Frederika Cecilie (1842-1843), stierf op zeer jonge leeftijd
- Alexander Frederik Constantijn (1844-1932), trouwde met Eugénie Maksimilianovna van Leuchtenberg, een dochter van Maximiliaan van Leuchtenberg
- Catharina Frederika Pauline (1846-1866), stierf op jonge leeftijd
- George Frederik Alexander (1848-1871), stierf op jonge leeftijd
- Constantijn Frederik Peter (1850-1906)
- Therese Frederika Olga (1852-1883), trouwde met George Maksimilianovitsj van Leuchtenberg, een zoon van Maximiliaan van Leuchtenberg

Kinderen van Peter van Oldenburg geportretteerd door Woldemar Hau
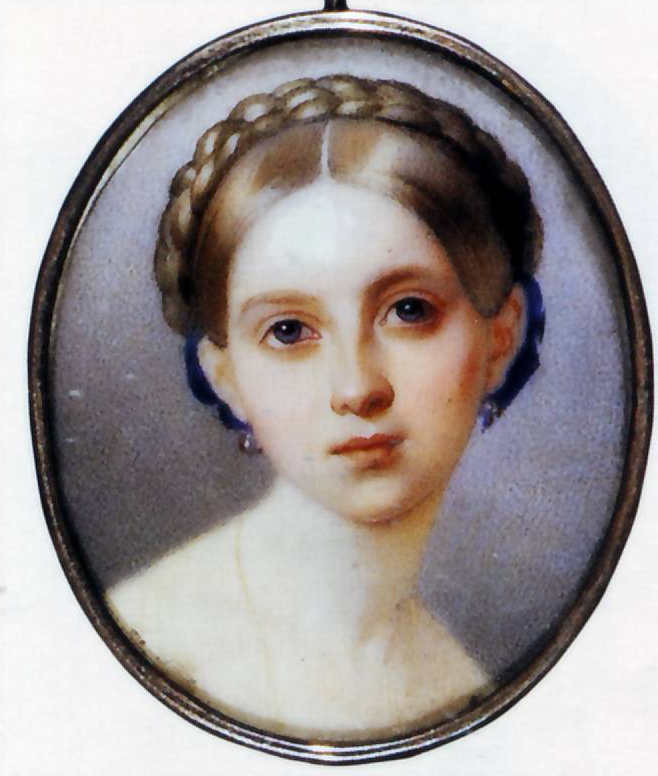
Alexandra Frederika Wilhelmina
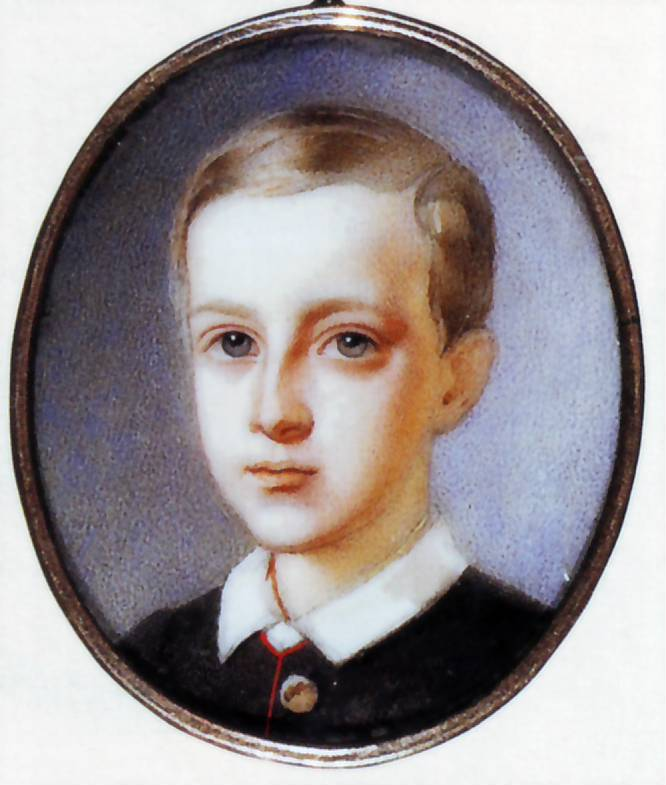
Nicolaas Frederik August
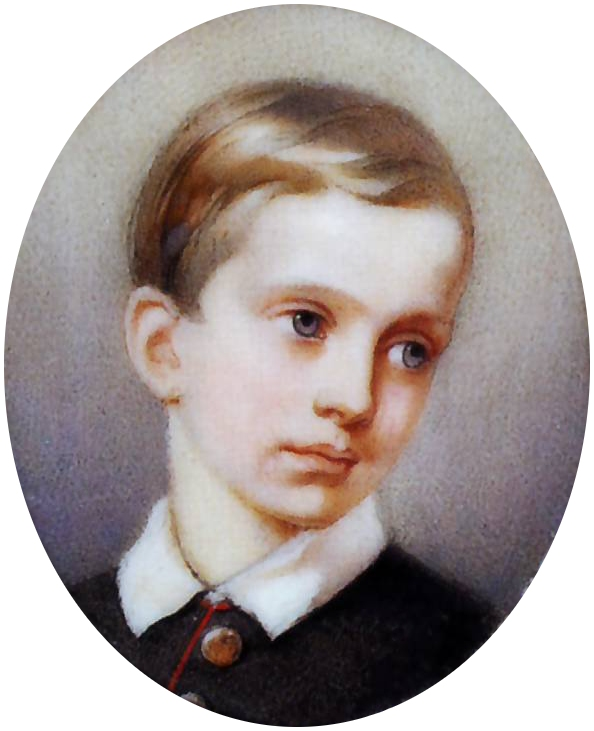
Alexander Frederik Constantijn
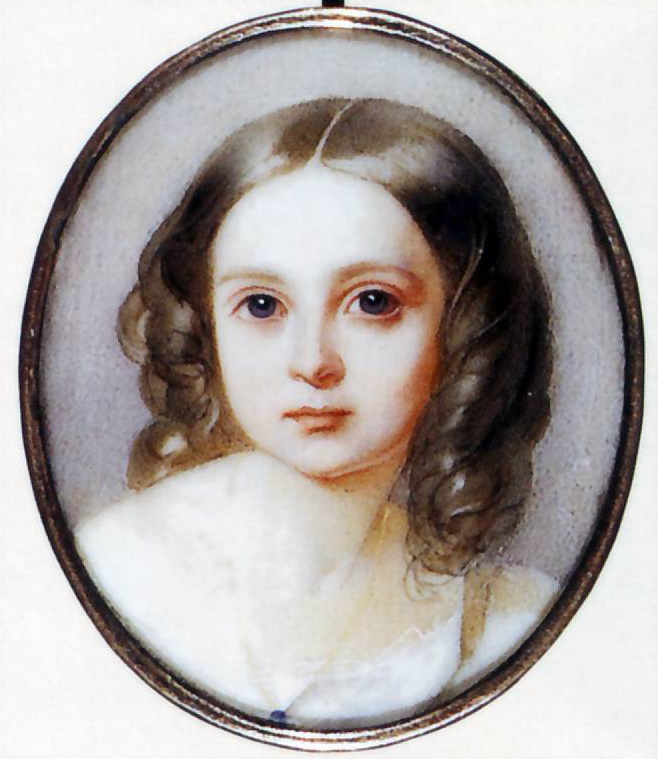
Catharina Frederika Pauline
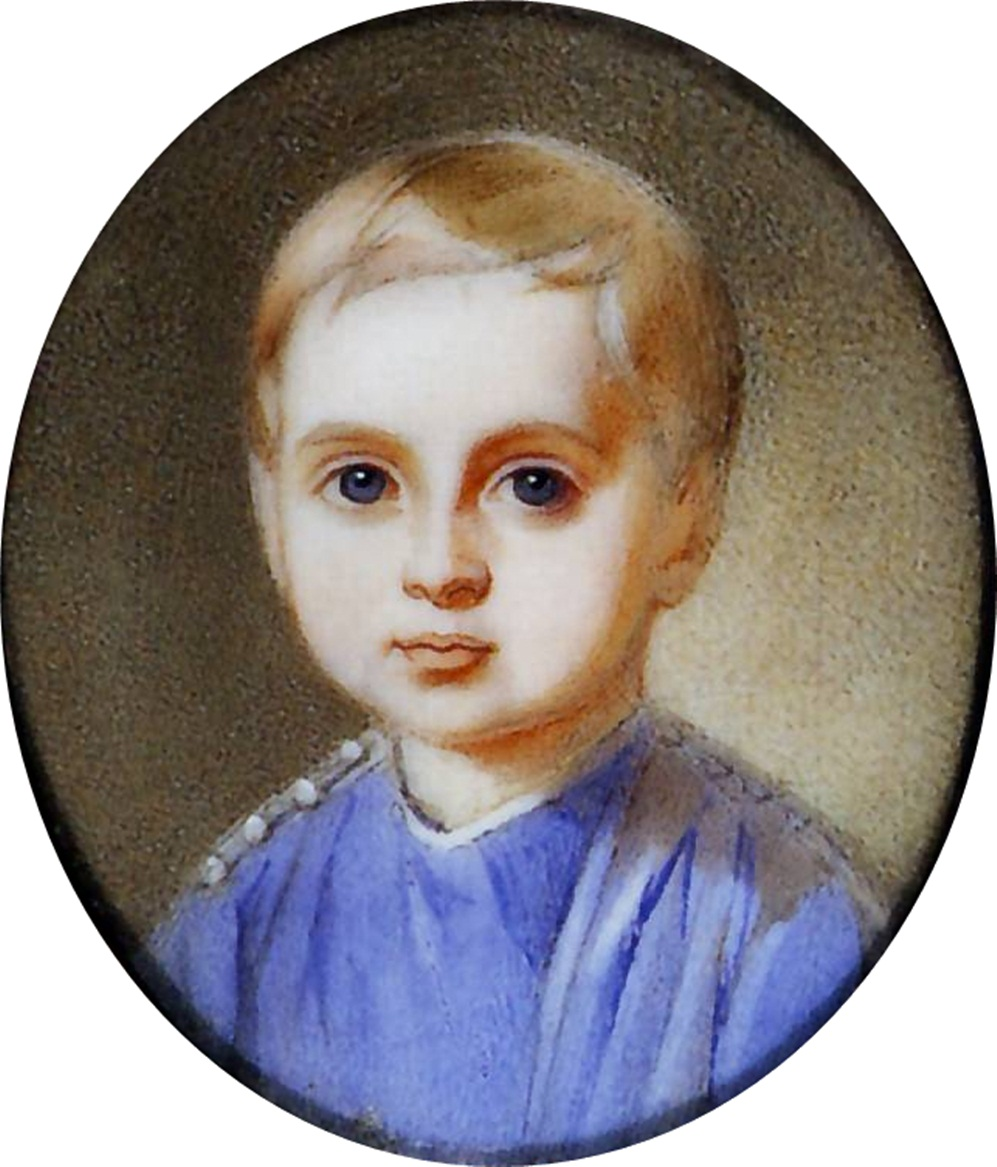
Constantijn Frederik Peter
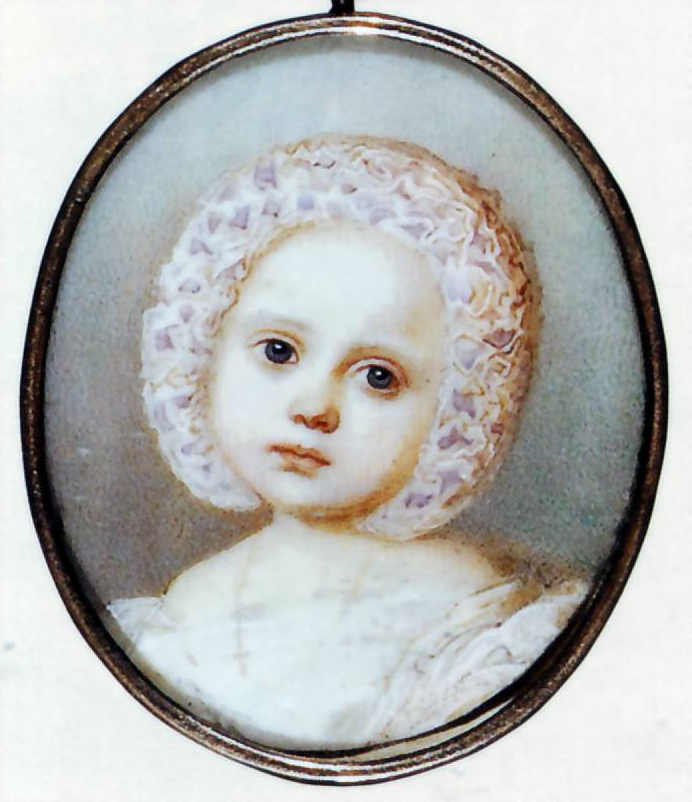
Therese Frederika Olga

Peter van Oldenburg stierf op 14 mei 1881 op 68-jarige leeftijd te Sint-Petersburg, Rusland.